# 尼基福罗沃市镇
尼基福罗沃市镇（俄语：Муниципальное образование Никифоровское）是俄罗斯联邦沃洛格达州乌斯秋日纳区所属的一个市镇。其下辖有33个居民点，行政中心为丹尼洛夫斯科耶。据2015年统计，该市镇的人口为956人。